# Karczewan
Karczewan – wieś w Armenii, w prowincji Sjunik. W 2011 roku liczyła 301 mieszkańców.